# یواس‌اس غزالا (۱۸۶۳)
یواس‌اس غزالا (۱۸۶۳) (به انگلیسی: USS Gazelle (1863)) یک کشتی بود که طول آن ۱۳۵ فوت (۴۱ متر) بود. این کشتی در سال ۱۸۶۳ ساخته شد.